# Windows 10 Mobile
Windows 10 Mobile (codenaam Threshold) is de vijfde generatie en huidige versie van Microsofts besturingssysteem Microsoft Windows voor smartphones en tablets, aangekondigd op 21 januari 2015. Het systeem is een variant van Windows 10 die bedoeld is voor toestellen zoals Microsofts eigen Lumia-serie. Het is de opvolger van Windows Phone 8.1 als versie en Windows Phone in het algemeen.

## Ontwikkelingsgeschiedenis

### Aankondiging
De ontwikkeling van Windows Phone Threshold is vlak na de voltooiing van Windows Phone 8.1 en gelijktijdig met de ontwikkeling van Windows 10 gestart. De update werd officieel aangekondigd tijdens "The next chapter", een Windows 10-evenement van Microsoft.

### Windows 10 Mobile "Threshold"

#### Technical Preview
De eerste preview van Threshold werd vrijgegeven op 12 februari 2015. De update werd gelimiteerd tot enkele Microsoft Lumia-apparaten, maar werd uitgebreid naar andere toestellen. Nieuw was de ondersteuning om een achtergrond te gebruiken op het startscherm en een groot tegelformaat. Ook werd het actiecentrum voorzien van interactieve notificaties, meer snelle instellingen en andere wijzigingen. Verder werden enkele apps bijgewerkt en toegevoegd.

#### Technical Preview 2
Op 10 april 2015 lanceerde Microsoft de tweede Technical Preview. De preview werd uitgebracht voor nagenoeg alle Microsoft Lumia-toestellen met enkele uitzonderingen. De nieuwe tegelformaten uit de vorige preview werden verwijderd. De instellingen app werd voorzien van verschillende nieuwe opties en andere interfaces werden geüpdatet naar het nieuwe ontwerp. Outlook Mail en Outlook Calendar werden toegevoegd als standaard-apps. De oude mail-app werd verwijderd, maar de oude kalender bleef beschikbaar. Ook was "Project Spartan"-versie 0.11.10051 beschikbaar in de nieuwe build. Build 10051 bevatte echter verschillende bugs en werd snel opgevolgd door build 10052.

#### Insider Preview
Op 14 mei 2015 bracht Microsoft de eerste build van de Windows 10 Mobile Insider Preview uit. Build 10080 bevat zelf bevatte niet meer de Windows Phone-versie van Office, in plaats daarvan moeten gebruikers zelf de previews downloaden. Verschillende apps werden vervangen met Windows-apps en er werden verschillende aanpassingen gedaan aan de personalisatieopties. Zo werd het aantal accentkleuren sterk uitgebreid, konden gebruikers de transparantie van livetegels wijzigen en kon de oude Windows Phone 8.1-transparantie terug gebracht worden.
Op 16 juni 2015 gaf Microsoft build 10136 uit. Deze bevatte verschillende wijzigingen aan de interface. Cortana werd op de schop genomen om meer in lijn te liggen met de Windows 10-versie van de assistent. Verder introduceerde build 10136 een nieuwe modus voor het gebruiken van een groot toestel met één hand, waarbij de interface gedeeltelijk omlaag kon schuiven. Ook werd Project Spartan bijgewerkt van versie 0.11.10080 naar 15.10136 met verschillende functies die ook al eerder in Windows 10 te zien waren. Verder werden verschillende bugs verholpen.
Op 25 juni 2015 volgde build 10149. Deze bevatte onder andere verbeterde prestaties en animaties. Ook werden er nieuwe knoppen toegevoegd aan het actiecentrum. Edge werd bijgewerkt naar versie 19.10149 en bevatte verschillende nieuwe opties. Ook volgt Edge voortaan het kleurenschema van Windows 10 Mobile.
Op 10 juli 2015 werd build 10166 vrijgegeven. Dit is de laatste Threshold R1 build van Windows 10 Mobile. Deze update bevatte vooral technische verbeteringen en beveiligingsverbeteringen. Ook werd de Windows Phone Store verwijderd.
Build 10512 werd vrijgegeven op 12 augustus 2015 als de eerste Threshold R2-update. Deze update bevatte opnieuw weinig veranderingen op nieuwe achtergronden na. Op 15 september 2015 gaf Microsoft build 10514 en 10536 uit. 10514 werd bij installatie direct overschreven door 10536 en was nodig om een updatebug te omzeilen. Build 10536 bevatte nieuwe USB-opties en voorzag Edge van meer nieuwe functies. Ook werd de Insider Hub opnieuw toegevoegd. Verder bevatte de update vooral bugfixes.
Op 14 oktober 2015 kwam Microsoft met build 10549. De build was bij uitgave al een maand oud. Deze build bevatte onder andere een verbeterde berichtenapp en bracht Cortana naar nieuwe regio's. Ook zijn emoji voortaan beschikbaar in verschillende kleuren. Verder werd Edge bijgewerkt van versie 20.10536 naar 21.10549 en werd de EdgeHTML-engine bijgewerkt naar versie 13.10549 met verschillende verbeteringen. Zes dagen later, op 20 oktober 2015, werd build 10572 vrijgegeven. Deze build werkte Edge opnieuw bij, deze keer naar versie 25.10572 en bracht verschillende wijzigingen aan de interface en de mogelijkheid om te synchroniseren. Cortana werd voorzien van de mogelijkheid om met Windows 10 te communiceren zodat een sms verstuurd kan worden vanaf een pc of tablet. Verder werden er verschillende nieuwe instellingen toegevoegd.
Op 29 oktober 2015 gaf Microsft build 10581 vrij van Windows 10 Mobile. Gebruikers van build 10536, 10549 en 10572 kunnen terug rechtstreeks upgraden naar deze build in plaats van eerst Windows Phone 8.1 terug te moeten herstellen. Deze update legde vooral de focus op het herstellen van problemen en het verbeteren van de prestaties van het OS. Op 19 november 2015 gaf Microsoft build 10586.11 vrij voor Insiders op de Fast Ring. De build was opnieuw gefocust op het herstellen van problemen en het verbeteren van de prestaties. Het is ook de eerste keer dat zowel Windows 10 Mobile, Windows 10 en het Xbox One OS dezelfde versie van Windows draaien.

#### Release
Op 8 november 2015 gaf Microsoft build 10586.0 vrij als besturingssysteem van de Microsoft Lumia 550, Lumia 950 en 950 XL, en werd de update ook voorgeïnstalleerd op toestellen van andere fabrikanten. Op 8 december 2015 rolde Microsoft de eerste update uit naar de publieke ring in de vorm van 10586.29, dit was de eerste build van Windows die geen toestemming van operatoren nodig had om uitgerold te worden. Na 10586.29 volgde revisie 36, 63 en 71 voor de Fast ring, en 36 en 71 voor de Slow ring. Build 10586.107 werd op 10 februari uitgerold naar de Fast ring en de nieuwe Preview Release ring, een dag later ging dezelfde revisie uit naar de Slow ring. Op 17 februari 2016 gaf Microsoft revisie 107 vrij voor de Current Branch en werd deze verstuurd naar smartphones die draaiden op Windows 10 Mobile. Op 8 maart 2016 gaf Microsoft revisie 164 vrij. Deze versie is ook uitgerold naar bijna alle Windows Phone 8.1-toestellen. In opvolging op revisie 164 zijn 218 en 318 uitgebracht.

### Windows 10 Mobile "Redstone"

#### Insider Preview
Op 19 februari 2016 startte Microsoft met het verspreiden van test builds van de eerste grote update aan Windows 10 Mobile onder de codenaam Redstone. De eerste build, build 14267.1002, werd uitgerold op 19 februari 2016 en bevatte voornamelijk verbeteringen aan Microsoft Edge, Microsoft Cortana en de Windowskernel. 14267 werd opnieuw vrijgegeven op 24 februari 2016 met revisie 1004 om enkele problemen op te lossen. Op 10 maart 2016 rolde Microsoft build 14283 uit, maar deze update bevatte uitsluitend bugfixes en verbeteringen aan de manier waarop Livetegels worden voorzien van nieuwe content. Build 14291 volgde op 17 maart 2016. Deze build legde voornamelijk de focus op de volledig vernieuwde Windows Kaarten-app. Verder werd het tab-beheer in Edge iets gebruiksvriendelijker gemaakt. Op 25 maart 2016 gaf Microsoft build 14295 uit. Deze build bevatte opnieuw enkel oplossingen voor bekende problemen.

## Versieoverzicht
| Legenda     | Legenda                 | Legenda               | Legenda               | Legenda            | Legenda |
| ----------- | ----------------------- | --------------------- | --------------------- | ------------------ | ------- |
| Ondersteund | Ondersteunde testversie | Niet meer ondersteund | Verouderde testversie | Toekomstige versie |         |

### Threshold
| Versies van Windows 10 Mobile Threshold | Versies van Windows 10 Mobile Threshold          | Versies van Windows 10 Mobile Threshold | Versies van Windows 10 Mobile Threshold |
| Versie                                  | Datum                                            | Hoofdpunten |                                         |
| --------------------------------------- | ------------------------------------------------ | --- | --------------------------------------- |
| 10.0.9941.0                             | 6 februari gemaakt, 12 februari 2015 uitgerold   | Interface - Ondersteuning voor hoge en grote tegels. - Het startscherm kan nu van achtergronden worden voorzien achter de tegels in plaats van erin. - Tegels kunnen nu gedeeltelijk transparant worden om de achtergrond te tonen. - Nieuw contextmenuontwerp. - Ondersteuning voor lijst van recent geïnstalleerde apps bovenaan de lijst met apps. - De lijst van alle apps gebruikt nu de achtergrond van het startscherm. Functies - Actiecentrum: - Ondersteuning voor interactieve notificaties. - Meldingen kunnen nu worden uitgebreid en omvatten acties. - Snelle instellingen zijn uitgebreid met meer opties. - Meldingen tussen apparaten worden nu gesynchroniseerd. - Snelle instellingen nu aan te passen door te tikken. Ingedrukt houden lijdt naar de instellingen. - Voordat het toestel wordt uitgeschakeld, zal het herinneren aan een aankomende afspraak. - Het toetsenbord bevat nu een eigen pointer en een knop voor spraakinvoer. - Apparaatversleuteling is een nieuwe optie. Microsoft Edge - Internet Explorer maakt nu gebruik van de Edge-rendering-engine. Apps/Store - Bestands Verkenner en Voicerecorder zijn toegevoegd. - Camera-app is bijgewerkt met meerdere nieuwe functies (vergelijkbaar met de Lumia Camera). - Alarmen-app is uitgebreid met wereldklokken, timer en stopwatch. - Rekenmachine kan nu gebruikt worden voor het omzetten van eenheden. - Instellingen-app is opnieuw ontworpen, vergelijkbaar met Windows 10 voor desktop. - Foto's-app bevat OneDrivesynchronisatie, collecties en automatische verbeteringen. - Universele Kaarten-app met data van HERE Maps, Cortana-integratie en turn-by-turn-navigatie. |                                         |
| 10.0.10051.0                            | 3 april gemaakt, 10 april 2015 uitgerold         | Interface - De grote en hoge tegel maten zijn niet langer beschikbaar. - Transparante tegels met achtergronden zoals te zien in Windows Phone 8.1 - App-switcher: - De app-switcher heeft een nieuw ontwerp. - Het toont nu 4 apps per pagina op grote apparaten. - De afdrukstand is verschoven naar links naar rechts. Functies - Het toetsenbord kan kleiner worden gemaakt voor eenhandsmode op apparaten groter dan 5". - Ondersteuning voor lednotificaties voor apps. - Ondersteuning voor Windows Ink. - Meer apps bieden nu ondersteuning voor spraakinvoer. - Het Microsoftaccount van het toestel kan nu ontkoppeld worden. - App machtigingen zijn in te stellen voor het gebruik van locatieservices. Apps/Store - Automatische batterijbesparingsmode kan worden ingesteld tussen 5% en 60%. - Xbox Music ondersteunt nu synchronisatie met OneDrive. - Outlook Mail en Outlook-agenda vetvangen de E-mail en agenda apps. - Nieuwe Kaarten-app. - Nieuwe Personen-app met integratie van sociale netwerken. - Nieuwe Berichten-app. - Nieuwe Telefoon-app. - Project Spartan is nu beschikbaar als een nieuwe browser. - Office Mobile wordt niet meer ondersteund. |                                         |
| 10.0.10052.0                            | 14 april gemaakt, 21 april 2015 uitgerold        | Bugfixes - Camera-viewfinder-app. - Uitschakelen van dataconnecties is weer mogelijk. - Toetsenborden in andere talen kunnen worden gedownload. - Toestel zal niet meer bevriezen bij het invoeren van de pincode. - Vliegtuigmodus werkt weer correct. - Mms-instellingen worden correct overgedragen. |                                         |
| 10.0.10080.0                            | 9 mei gemaakt, 14 mei 2015 uitgerold             | Interface - Er zijn meerdere nieuwe livetegelanimaties en accentkleuren. - De doorzichtigheid van tegels kan worden veranderd. - Transparante tegels met achtergrond in tegels zoals Windows Phone 8.1. Functies - De taal van het toetsenbord is te wijzigen door over de spatiebalk te vegen. - Met de bovenste rij zijn van het toetsenbord nummers in te voegen. - Windows 10 Mobile ondersteunt nu pointers, zoals een muis. - De camera is voorzien dan een update met HDR-ondersteuning, videostabilisatie en meer. Apps/Store - Nieuwe Aan de slag-app. - Nieuwe Store-app (bèta) - Nieuwe Muziek-app (Preview) - Nieuwe Video-app (Preview) - Nieuwe Xbox-App. - Ondersteuning van Excel Mobile, Word Mobile en PowerPoint Mobile als opvolgers voor Office Mobile. |                                         |
| 10.0.10136.0                            | 8 juni gemaakt, 16 juni 2015 uitgerold           | Interface - Er zijn meerdere UI-verbeteringen - Nieuwe eenhandsmode beschikbaar door het ingedrukt houden van de Windows-knop. - Zoekvak ter vervanging van de zoekknop boven aan de lijst met apps. - Een 'Opslaan als'-optie voor web afbeeldingen om te converteren naar PNG- of JPEG-afbeeldingen. Instellingen - 3G instellen voor de hoogste snelheidsverbinding. Functies - Verbeteringen van Cortana, inclusief een nieuwe interface. - De Camera-app ondersteund video stabilisatie. - Een gesplitste interface in landschapsmode op apparaten groter dan 5". Microsoft Edge - Internet Explorer is niet langer beschikbaar. - Ondersteuning voor volledig scherm. - Ondersteuning voor VPN-Point to Point Tunneling Protocol (PPTP) en Secure Socket Tunneling Protocol (SSTP). - InPrivate-modus is nu beschikbaar. |                                         |
| 10.0.10149.0                            | 18 juni gemaakt, 25 juni 2015 uitgerold          | Interface - Bijgewerkte pictogrammen en visuals (inclusief met visuele besturingselementen). - De jumplists van de Alle apps-lijst hebben kleine updates gekregen. - Acties moeten sneller reageren. Functies - Nieuwe snelle instellingen voor zaklampfunctie. - Cortana heeft een bijgewerkt notitieblok inclusief de stille uren functie. - Downloadlimiet op 3G-netwerken verwijderd. Microsoft Edge - Project Spartan is bijgewerkt van versie 16 naar 19 en heet nu Microsoft Edge. - Edge heeft nieuwe pictogrammen - Het feedbackpictogram is verwijderd uit de balk. - Er is een nieuw Delen-pictogram op de adresbalk. - De adresbalk van Microsoft Edge verplaatst naar de onderkant van het scherm. - Donker thema is toegevoegd aan Edge. - Verbeterde ondersteuning van de ECMAScript 6 (zonder vlag). - Het beheren van wachtwoorden is mogelijk. - De standaardzoekmachine is te wijzigen. - http-livestreaming beschikbaar. Apps/Store - Meerdere apps zijn bijgewerkt, of er zijn updates beschikbaar in de Store (bèta). - Foto's ondersteunt nu GIF-afbeeldingen en albums. - De Camera-app ondersteunt gezichtsherkenning. - De Camera synchronisatie-instellingen in OneDrive zijn te wijzigen. - De Insider-app is verwijderd en gewijzigd naar een pagina in de instellingen. |                                         |
| 10.0.10166.0                            | 3 juli gemaakt, 10 juli 2015 uitgerold           | Interface - Edge en Store gebruiken nu de accentkleur voor hun tegels op het startscherm. - Batterijpictogram in het actiecentrum is nu groter. Instellingen - De pincode kan worden gereset via de Microsoft-account na 5 mislukte aanmeldingen. - Na een aantal mislukte aanmeldingen krijg je nu het prompt om "A1B2C3" te typen in plaats van voor een bepaalde tijd te worden vergrendeld. Apps/Store - De Windows Phone Store is niet langer beschikbaar. - De Windows Store is niet uit langer in bèta. - Compatibiliteit voor apps is verbeterd. - Verbeterde betrouwbaarheid van app-downloads en -updates vanuit de Store. |                                         |
| 10.0.10512.1000                         | 3 augustus gemaakt, 12 augustus 2015 uitgerold   | Algemeen - Dit is de eerste build onder codenaam Threshold 2, omdat Threshold 1 voor mobiel werd geannuleerd. Interface - De achtergrondafbeelding van het vergrendelscherm is nu aanpasbaar in de Foto's-app. - Veranderde lay-out van de tegels in de Apphoek. - Nieuwe standaardachtergronden zijn meegeleverd. - Verbeterde betrouwbaarheid van gegevensmeldingen. Bugfixes - Probleem opgelost waarbij apps die geïnstalleerd waren op de SD-kaart niet werkten na een herstart van het apparaat. - Verbeterde ondersteuning voor Lets en Chinees. - Opgelost probleem waarbij de camera niet opstart als de telefoon nog is vergrendeld. - Meldingen van inkomende tekstberichten verschijnen weer correct in het actiecentrum. - Opgelost probleem waarbij het touchscreen niet reageerde na het beëindigen van een telefoongesprek. - De tekst van mappen in de Verkenner-app zouden niet meer over elkaar heen moeten lopen in de tegelweergave. - Meer dan 2.000 andere bugfixes. |                                         |
| 10.0.10514.0                            | 8 augustus gemaakt, 15 augustus 2015 uitgerold   | Algemeen - Voorbereidende update voor versie 10.0.10536. Bugfixes - Kleine bugfixes. |                                         |
| 10.0.10536.1003                         | 4 september gemaakt, 12 september 2015 uitgerold | Functies - Ondersteuning van eenhandsgebruik op alle apparaten. - Japanse en (Indiaas-)Engelse spraakherkenning voor spraakinvoer toegevoegd. - Apparaat wordt getoond via een USB-connectie en het lokale netwerk. Microsoft Edge - Verbeterde ondersteuning voor HTML5, ECMAScript 6 en ECMAScript 7. Apps/Store - Insider Hub is weer meegeleverd. - De foto's-app heeft een mapweergave. - De feedbackapp heeft de mogelijkheid om feedback te delen. Bugfixes - Probleem opgelost met het laden van het Startscherm. - Schermvertragingstijd van datum en een vastgesteld tijdstip vergrendelen. - Mobielehotspotfunctionaliteit hersteld. - Zoomfunctie in Kaarten-app. - Probleme met Quiet Hours-functie opgelost. - Enkele update van Windows Phone 8.1 naar Windows 10 Mobile Insider Preview voor alle apparaten. - De vertraging van vergrendelscherm is verbeterd en gereduceerd. |                                         |
| 10.0.10536.1004                         | 4 september gemaakt, 15 september 2015 uitgerold | Functies - Ondersteuning van eenhandsgebruik op alle apparaten. - Japanse en (Indiaas-)Engelse spraakherkenning voor spraakinvoer toegevoegd. - Apparaat wordt getoond via een USB-connectie en het lokale netwerk. Microsoft Edge - Verbeterde ondersteuning voor HTML5, ECMAScript 6 en ECMAScript 7. Apps/Store - Insider Hub is weer meegeleverd. - De foto's-app heeft een mapweergave. - De feedbackapp heeft de mogelijkheid om feedback te delen. Bugfixes - Probleem opgelost met het laden van het Startscherm. - Schermvertragingstijd van datum en een vastgesteld tijdstip vergrendelen. - Mobielehotspotfunctionaliteit hersteld. - Zoomfunctie in Kaarten-app. - Probleme met Quiet Hours-functie opgelost. - Enkele update van Windows Phone 8.1 naar Windows 10 Mobile Insider Preview voor alle apparaten. - De vertraging van vergrendelscherm is verbeterd en gereduceerd. |                                         |
| 10.0.10549.0                            | 15 september gemaakt, 14 oktober 2015 uitgerold  | Functies - Cortana ingeschakeld voor Japanse en Engelse sprekers in Australië en Canada. - Diverse nieuwe emoji. - Lumia Camera is nu ingeschakeld voor de Nokia Lumia 1020. - Optie voor trillingen wanneer een uitgaande oproep wordt beantwoord. - Tekstvak in de Messaging-toepassing kan nu worden uitgebreid tot meer dan 3 regels. - Ondersteuning on-the-go-USB. - Windows Hello-ondersteuning. Microsoft Edge - Ondersteuning voor: - Afbeeldingselementen. - Vergroten en verkleinen van de tekst. - Ellipsen. - Object RTC. - HTML-templates. - Verbeterde ondersteuning voor HTML5, CSS3 en ECMAScript 7. |                                         |
| 10.0.10572.0                            | 14 oktober gemaakt, 20 oktober 2015 uitgerold    | Algemeen - In de introductietekst staat niet langer "Windows Phone" of "Windows 10 Mobile" maar "Windows 10". Instellingen - Snelle instelling voor VPN verwijderd van het actiecentrum. - Een nieuwe mogelijkheid om systeemupdates te laten wachten met installeren. Functies - Cortana biedt ondersteuning voor geschreven teksten en taxi's reserveren van de Uber-service. - Cortana kan bezochte bioscopen en toneelstukken bijhouden. - E-mailaccounts zijn nu geplaatst onder instellingen onder algemene accountinstellingen. - Ondersteuning voor het verzenden van sms'en en gemiste oproepen zien vanaf een Windows 10-pc die is aangemeld met hetzelfde Microsoft-account. - De tekst- en toetsenbordgrootte kunnen worden aangepast. Apps/Store - Kaarten-app biedt nu ondersteuning voor offline kaarten opgeslagen op een SD-kaart. - Blokkeren en filteren app toegevoegd. - De Berichtenapp ondersteunt GIF-afbeeldingen, biedt zoekfunctionaliteit in berichten en biedt synchronisatie tussen apparaten. - Telefoon-app kan contacten zoeken in de oproepgeschiedenis, en toont hoeveel oproepen er zijn gemist. - De Personen-app heeft een nieuw icoon. |                                         |
| 10.0.10581.0                            | 24 oktober gemaakt, 29 oktober 2015 uitgerold    | Functies - Foto's kunnen nu ook worden gedeeld via apps van derden. - Verbeterde tekstvoorspelling. - Video-opnamefunctionaliteit verbeterd. Microsoft Edge - Verbeterde ondersteuning voor ECMAScript 6. Bugfixes - Dual-sim-problemen met vorige build opgelost. - Bugs opgelost met apps die de batterij beïnvloedden. - Probleem met vorige build opgelost waarbij het toetsenbord in Chinees niet meer werkt na de update vanaf Windows Phone 8.1. - De Hey Cortana-functie hersteld voor update vanaf Windows Phone 8.1. - Verbeteringen voor tekstvoorspelling en automatische correctie. - Visual Voicemail-meldingensynchronisatie zou nu goed moeten werken. |                                         |
| 10.0.10586.0                            | 29 oktober gemaakt, 18 november 2015 uitgerold   | Interface - Snellere App-switcher. Instellingen - De standaardopslaglocatie is nu wijzigbaar. Apps/Store - Apps naar een microSD-kaart verplaatsen eindigt niet meer in bevroren apps. - Verbeterde Berichten- en Skype-apps. - Betrouwbaardere Windows Store-downloads. Bugfixes - De fysieke cameraknop reageert beter. - Startscherm is correct geschaald na een back-up te hebben geïnstalleerd vanaf een telefoon met een andere schermresolutie. |                                         |
| 10.0.10586.11                           | 12 november gemaakt, 20 november 2015 uitgerold  | Bugfixes - Kleine bugfixes. |                                         |
| 10.0.10586.29                           | 4 december 2015 gemaakt en uitgerold             | Instellingen - Verbeterde ondersteuning voor bluetoothprofielen. - Verbeterd updateproces voor apparaten met weinig geheugen. Microsoft Edge - Verbeterde paginavoorspelling en verbeterde stabiliteit in Edge. Apps/Store - Verbeterde ondersteuning voor Windows Phone 8.1-Silverlight-apps. Bugfixes - Dual-simproblemen opgelost. - Back-upproblemen opgelost. - Kleine bugfixes. |                                         |
| 10.0.10586.36                           | 10 december gemaakt, 17 december 2015 uitgerold  | Instellingen - Verbeterde migratie. Bugfixes - Kleine bugfixes. |                                         |
| 10.0.10586.63                           | 4 januari gemaakt, 8 januari 2016 uitgerold      | Instellingen - Verbeterde migratie. - Verbeterde batterijprestaties. - Verbeterde betrouwbaarheid van Cortana en het Actiecentrum. Functies - Turn-by-turn-navigatie via bluetooth - Pools toetsenbord in Outlook. Bugfixes - Herstelt enkele apparaatspecifieke problemen. - Kleine bugfixes. |                                         |
| 10.0.10586.71                           | 15 januari gemaakt, 1 februari 2016 uitgerold    | Microsoft Edge - Verbeterde pdf-rendering in Edge. Bugfixes - Verbeterde migratie vanuit Windows Phone 8.1. - Verbeterde prestaties en betrouwbaarheid van Windows Update. - Verbeterde detectie bij het in gebruik nemen van een SD-kaart. - Verbeterde prestaties van Groove. - Verbeterd energieverbruik bij het luisteren van muziek, het gebruik van Windows Hello en het downloaden van nieuwe updates. - Verbeterde betrouwbaarheid bij het gebruik van App-Hoek. - Herstelt enkele apparaatspecifieke problemen. - Verbeterde herverbinding van bluetoothapparaten. - Bugfixes aan onder andere de SensorCore-API's, Groove en in-app-aankopen. |                                         |
| 10.0.10586.107                          | 5 februari gemaakt, 10 februari 2016 uitgerold   | Bugfixes - Verbeterde ondersteuning voor Narrator. - Verbeterd Systeemherstel als BitLocker of apparaatversleuteling gebruikt wordt. - Herstelt een fout waarbij sommige tegels niet zichtbaar zijn na een systeemherstel. |                                         |
| 10.0.10586.122                          | 22 februari gemaakt, 2 maart 2016 uitgerold      | Functies - Kanji-support voor Continuum. Bugfixes - Sneller genereren van miniaturen voor video's. - Verbeterde ondersteuning voor enkele netwerkconfiguraties. - Verbeterde synchronisatie voor e-mail bij het gebruik van internet via wifi met een captive portal. - Verbeterde verbindingsprofielen voor dual-simtoestellen. - Verbeterd energieverbruik. - Verbeterde videokwaliteit wanneer de video wordt opgeslagen op een SD-kaart. - Verbeterde betrouwbaarheid voor het Startscherm, appupdates, Windows Feedback en alarmen. - Herstelt een fout waarbij de Out of Box Experience (OOBE) faalde om een Microsoft Account toe te voegen. - Herstelt een fout waarbij "Sluit alle tabbladen" niet alle tabbladen zou sluiten. - Herstelt een fout waarbij Edge-invoer via het Word Flow-toetsenbord verkeerd zou interpreteren. - Verbeterde apps en app support. |                                         |
| 10.0.10586.164                          | 29 februari gemaakt, 8 maart 2016 uitgerold      | Bugfixes - Verbeterde betrouwbaarheid voor appnotificaties. - Verbeterde data- en batterijgebruik bij back-up van berichten. - Herstelt een fout waarbij de Microsoftaccount niet werd gedetecteerd door Outlook Mail, Outlook Agenda en de Personen-app, waardoor de Personen-app crashte. - Herstelt een fout waarbij wifi tijdelijk werd uitgeschakeld na langdurig gebruik. - Herstelt een fout waarbij store-apps niet succesvol konden worden geïnstalleerd door sommige gebruikers. - Verbeteringen voor batterij, bluetoothverbinding en algemene OS-betrouwbaarheid. - Herstelt een fout waarbij een computer niet kon inloggen op hetzelfde Xboxaccount. |                                         |
| 10.0.10586.218                          | 1 april gemaakt, 12 april 2016 uitgerold         | Functies - Ondersteuning voor visuele voicemail op Dual SIM-telefoons. - Verbeteringen voor pc-connectiviteit via USB op telefoons die werden opgewaardeerd van Windows Phone 8.1. Microsoft Edge - Verbeteringen voor Microsoft Edge, zoals ondersteuning voor het configureren van een prompt voor het downloaden van een bestand, ondersteuning voor downloads op de achtergrond, en een correctie voor een probleem waarbij een koppeling openen vanuit een andere app zou niet werken. Apps/Store - Correctie voor een probleem waarbij sommige apps een lege tegels laten zien na een upgrade van Windows Phone 8.1. Bugfixes - Verbeteringen aan bluetooth. - Correctie zodat in Groove de muziek niet meer wordt onderbroken als de telefoon in schermbeveiliging staat. - Verbeteringen van de betrouwbaarheid voor Cortana en de Stille Uren-functie. - Verbeteringen voor de betrouwbaarheid van de Store, inclusief een correctie voor een probleem waarbij sommige apps niet bijgewerkt worden. |                                         |
| 10.0.10586.242                          | 20 april gemaakt, 27 april 2016 uitgerold        | Instellingen - Bijgewerkte "Dataverbruik"-pagina in de instellingen. - Bijgewerkte zomertijdsoptie. Bugfixes - Verbeteringen aan de algemene compatibiliteit. - Verbeteringen van de betrouwbaarheid van herinneringen. - Problemen met de navigatiebalk opgelost. - Probleem opgelost waarbij SD-kaarten niet worden gedetecteerd. |                                         |
| 10.0.10586.318                          | 5 mei gemaakt, 10 mei 2016 uitgerold             | Bugfixes - Batterijoptimalisaties. - Problemen opgelost in verband met systeemupdates. - Problemen opgelost waarbij de eerste setup verkeerd ging. - Verbeteringen aan Cortana. - Probleem opgelost waarbij de muziek niet afspeelt na een bericht binnen te hebben gekregen. - Bugs opgelost in Microsoft Edge. - Probleem opgelost waarbij video-opnamen verloren gaan. - De navigatiebalk overlapt niet langer het scherm. |                                         |
| 10.0.10586.338                          | 17 mei gemaakt, 31 mei 2016 uitgerold            | Bugfixes - Verbeterde ondersteuning van VPN bij het wisselen van mobiele data en wifi. - Locatie is sneller waardoor die minder achterloopt dan in werkelijkheid. - Probleem opgelost waarbij contacten, berichten en afspraken verloren gingen na een upgrade vanaf Windows Phone 8.1. |                                         |
| 10.0.10586.420                          | 27 mei gemaakt, 14 juni 2016 uitgerold           | Algemeen - Het aantal dagen dat de telefoon kan zonder een herstart is verminderd van 14 naar 7 dagen. Apps/Store - Verbeteringen aan de Kaarten-app zoals verbeterde stabiliteit en nauwkeurigheid. Bugfixes - Verbeteringen aan Cortana in verband met crashen. - Tekstberichten naar de cloud verzenden gaat makkelijker. - Volledige uitschakeling gaat sneller. - Correctie zodat het Microsoftaccount niet opnieuw hoeft te worden ingesteld na de upgrade vanaf Windows Phone 8.1. - Oplossing voor het probleem dat het bellen onderbroken werd als er een sms binnenkomt. - Schermprojectie is verbeterd zodat het scherm niet meer bevriest na het opstarten van een projectie. |                                         |
| 10.0.10586.456                          | 17 juni gemaakt, 29 juni 2016 uitgerold          | Bugfixes - Probleem opgelost waarbij een Windows Phone-gebruiker verificatiecertificaten verliest na een upgrade naar Windows 10 Mobile. - Verbeterde ondersteuning voor het maken van back-ups van instellingen en toepassingen op Windows 10 Mobile. - Probleem opgelost waarbij op Microsoft Silverlight gebaseerde applicaties niet worden geïnstalleerd op Windows 10 Mobile, na hun toetreding tot Azure Active Directory. |                                         |
| 10.0.10586.494                          | 30 juni gemaakt, 12 juli 2016 uitgerold          | Bugfixes - Verbeterde betrouwbaarheid van Windows Media Player, Windows Verkenner, Miracast en de Windows-Kernel. - Na een herstart is een probleem opgelost waarbij een zwart scherm te zien was in plaats van het vergrendelscherm. - Lokale gebruikers accounts worden niet meer permanent vergrendeld na het te vaak verkeerd invoeren van het wachtwoord of de pincode. - Verbeterde ondersteuning voor het maken van back-ups van apps op Windows 10 Mobile. - Problemen opgelost waarbij op Silverlight gebaseerde apps niet goed werkten na toetreding tot Azure Active Directory. - Problemen opgelost met .NET, Windows-Kernel, Windows Update, verificatie, zomertijd, pdf-bestanden, Microsoft Edge, bluetooth, netwerken en wifi. - Beveiligingsupdates voor Microsoft Edge, stuurprogramma's voor de Windows-Kernel, .NET Framework, Windows Secure Kernel Mode en Microsoft Print Spooler. |                                         |
| 10.0.10586.545                          | 2 augustus gemaakt, 9 augustus 2016 uitgerold    | Microsoft Edge - WebGL-verbeteringen. Bugfixes - Verbeterde betrouwbaarheid door het toelaten van een langere laadtijd na het opstarten vanuit stand-by. - Verbeteringen voor de installaties van updates. - Beveiligingsupdates voor Microsoft Edge, stuurprogramma's voor de Windows-Kernel, in Windows beschikbare verificatiemethoden, Microsoft Graphics Component en Kernel Mode Blacklist. |                                         |
| 10.0.10586.589                          | 6 september gemaakt, 13 september 2016 uitgerold | Functies - De kopieerbeveiligingsoptie is verwijderd tijdens het rippen van cd's in WMA-formaat van de Windows Media Player. Bugfixes - Verbeterde betrouwbaarheid van USB en .NET-framework. - Verbeterde netwerksupport door nieuwe vermeldingen toe te voegen aan de Access Point Name (APN)-database. - Verbeteringen voor de installaties van updates. - Problemen opgelost die resulteerde in het gebruikersaccount dat niet kon worden gebruikt voor het startmenu en Cortana. - Beveiligingsupdates voor Microsoft Edge, stuurprogramma's voor de Windowskernel, Microsoft Graphics Component, Adobe Flash en de SMB-servers. - Aanvullende problemen opgelost met het beveiligingslogboek, Windows Management Instrumentation (WMI), consumentopslag, Add-On-lijst groepsbeleidsobjecten, mobiele breedband, filterstuurprogramma's, Windows Media Player, afbeeldingen, herziene zomertijd en Windows Shell. |                                         |
| 10.0.10586.633                          | 4 oktober gemaakt, 11 oktober 2016 uitgerold     | Instellingen - Verbeterde Telemetrie en Azure Active Directory. Microsoft Edge - Ondersteuning voor HTTP Strict Transport Security (HSTS). - Verbeteringen aan de scrollbar, scripts en problemen met een gebruikersgedefinieerde stylesheet opgelost. Apps/Store - Verbeterde betrouwbaarheid van downloads. Bugfixes - Probleem opgelost waarbij drivers van printers niet goed meer werkten. - Beveiligingsupdates voor Microsoft Edge, stuurprogramma's voor de Windowskernel, Microsoft Graphics Component en het register. - Aanvullende problemen opgelost met batterijbesparing voor daglicht, Microsoft Edge en WebDAV. |                                         |
| 10.0.10586.682                          | 8 november gemaakt, 14 november 2016 uitgerold   | Instellingen - Problemen opgelost waarbij Windows Update-downloads niet installeerden door verkeerde proxyauthenticatie. Microsoft Edge - Problemen met proxy opgelost die ervoor zorgen dat de Microsoft Store onbruikbaar was. - Problemen opgelost met point-rendering. Bugfixes - Problemen opgelost wat resulteerde in ontbrekende Japanse tekens na het omzetten van tekst via inputmethodeveranderaar. - Beveiligingsupdates voor het Windows-besturingssysteem, stuurprogramma's voor de Windowskernel, Microsoft Edge, bootmanager, Common Log File System-driver, Microsoft Virtual Hard Drive, Microsoft Video Control, Windows-verificatiemethoden, OpenType, Verkenner en Microsoft Graphics Component. - Aanvullende problemen opgelost met Windows Shell en Microsoft Edge. |                                         |
| 10.0.10586.713                          | 21 november gemaakt, 13 december 2016 uitgerold  | Microsoft Edge - Problemen opgelost met zoeksuggesties in Zoeken of Cortana naar een webpagina in Edge. - Problemen opgelost met startpagina’s die niet laadden omdat ze gebruikmaakten van een heel lange domeinnaam. Bugfixes - Problemen opgelost met USB-kabels, die problemen met het station meldden. - Problemen opgelost met verkeerde tijdzones. - Aanvullende problemen opgelost met updates voor tijdzonegegevens en Internet Explorer Security-updates voor Microsoft Edge, Microsoft Uniscribe, het Windows-besturingssysteem, Microsoft Graphics Component, stuurprogramma's voor de Windowskernel, Windows Hyper-V en de Windowskernel. |                                         |

### Redstone
| Versies van Windows 10 Mobile Redstone | Versies van Windows 10 Mobile Redstone          | Versies van Windows 10 Mobile Redstone | Versies van Windows 10 Mobile Redstone |
| Versie                                 | Datum                                           | Hoofdpunten |                                        |
| -------------------------------------- | ----------------------------------------------- | --- | -------------------------------------- |
| 10.0.14267.1000                        | 13 februari gemaakt, 19 februari 2016 uitgerold | - Verbetering aan OneCore (de Windowskernel). - EdgeHTML 14, verbeterd favorieten- en downloadbeheer in Microsoft Edge. - Snelle toegang tot muziekdetectie in Cortana. |                                        |
| 10.0.14267.1004                        | 13 februari gemaakt, 24 februari 2016 uitgerold | - Ondersteuning voor Visual Voicemail meldingen op dual-sim-apparaten. - Opgelost probleem waarbij de Lumia 550 crashte na het installeren. - Corrigeert een probleem dat ervoor zorgde dat Visual Voicemail-meldingen niet werden weergegeven. |                                        |
| 10.0.14283.1000                        | 5 maart gemaakt, 10 maart 2016 uitgerold        | - Alle livetegels en inhoud worden tegelijkertijd ververst. - Toegevoegde capaciteit om de tekst van de voorvertoning van het bericht uitschakelen. - Toegevoegd "Verplaatsen naar Prullenbak"-optie in contextmenu. - Titels van muzieknummers bij de volumeregeling moeten niet flikkeren. - Livetegels moeten niet langer onverwacht meldingen uitschakelen. - Startschermachtergrond moet niet langer flikkeren tijdens het scrollen. - Aangepaste geluiden moeten nu correct afspelen. - Draadloze displayverbindingsproblemen zijn opgelost. |                                        |
| 10.0.14291.1001                        | 14 maart gemaakt, 17 maart 2016 uitgerold       | - Tabbladen in Edge kunnen makkelijker worden afgesloten. - Windows Kaarten is volledig vernieuwd met tabbladen, zoeken in 3D-steden, Cortana-integratie etc. - De Insider Hub en Feedback van Windows-apps zijn vervangen door de Feedback Hub. - Verbeterde ondersteuning voor het maken van langere woorden in Word Flow. - Herstelt een fout waarbij netwerken met WEP-encryptie niet konden worden gebruikt. - Herstelt een fout waarbij Word Flow trager zou werken na een aantal woorden te hebben getypt. |                                        |
| 10.0.14295.1000                        | 18 maart gemaakt, 25 maart 2016 uitgerold       | - Herstelt een fout waarbij het herstellen van een toestel grijze tegels op het startscherm veroorzaakt. - Herstelt een probleem bij het downloaden van andere toetsenborden en talen. |                                        |
| 10.0.14295.1005                        | 18 maart gemaakt, 22 april 2016 uitgerold       | - Herstelt een fout waarbij het herstellen van een toestel grijze tegels op het startscherm veroorzaakt. - Herstelt een probleem bij het downloaden van andere toetsenborden en talen. |                                        |
| 10.0.14322.1000                        | 11 april gemaakt, 14 april 2016 uitgerold       | - Nieuw design voor emoji. - Cameraknop vervangt de terug-knop op het vergrendelscherm. - Continuum ondersteunt nu USB-ethernetadapters. - Mogelijkheid om een reactie te plaatsen in de Feedback-hub. - Visuele veranderingen in het Actiecentrum. - App-meldingen van Cortana bijgewerkt. - Prioriteitsniveaus kunnen worden ingesteld voor app-meldingen in het Actiecentrum. - Snelle acties kunnen makkelijker worden aangepast. - Pictogrammen toegevoegd voor afzonderlijke pagina's in de instellingen. - Afzonderlijke pagina voor de "Navigatiebalk" en het "Vergrendelscherm" in de instellingen. - Uitgebreidere functies voor het beheren van individuele apps en het besparen van batterij. - In Windows Update is het mogelijk om gebruikstijden in te stellen zodat er wordt voorkomen dat er opnieuw wordt opgestart binnen een bepaalde tijd. - Mogelijkheid om herinneringen uit foto's en UWP-inhoud toe te voegen in Cortana. - Gebruikers hoeven niet langer het contextmenu te openen voor kopiëren of plakken in Edge. - Tabbladen in Edge die geopend zijn door andere apps kunnen nu worden gesloten met de terug-knop. - Scherm flikkert niet meer bij weergave in volledig scherm of bij het opstarten van de camera. - Netflix crasht niet meer bij het veranderen van het volume. - Problemen opgelost met het Chinese toetsenbord. - Muziek afspelen wordt niet meer onderbroken. - Toetsenbordverbeteringen. - Opgelost probleem met het vergrendelen en ontgrendelen waardoor het Startscherm bevriest bij "Hervatten...". - Afbeeldingen van Bing worden nu op een correcte manier weergegeven op het vergrendelscherm. |                                        |
| 10.0.14327.1000                        | 16 april gemaakt, 20 april 2016 uitgerold       | - Updatemeldingen van apps zijn teruggekeerd. - Cortana is beschikbaar in het Mexicaanse Spaans, Braziliaans Portugees en Canadees Frans. - Skype is niet meer geïntegreerd in Microsoft Messaging. - Functie "Messaging everywhere" toegevoegd wat ervoor zorgt dat tekstberichten ook op een pc worden weergegeven indien ingelogd bij hetzelfde Microsoftaccount. - Wi-Fi Hotspot 2.0 toegevoegd, wat gebruikers toestaat om te wisselen tussen hotspots zonder dat ze telkens opnieuw hoeven te verifiëren. - De Windows Insider-app is vervangen door een nieuwe pagina in de instellingen. - Problemen opgelost met het niet meer werken van het startscherm en Windows Hello. - Problemen opgelost waarbij emoji niet konden worden verwijderd uit een tekst vak bij een aanmelding. - Problemen opgelost waarbij een voorbeeldafbeelding niet kon worden geselecteerd als achtergrond op het vergrendelscherm. |                                        |
| 10.0.14328.1000                        | 18 april gemaakt, 22 april 2016 uitgerold       | - Een mogelijkheid toegevoegd om gegevens van een app te herstellen in geval van mogelijke corruptie. - Cortana laat een pc weten wanneer het batterijniveau van de telefoon laag is en routebeschrijvingen delen indien ingelogd bij hetzelfde Microsoftaccount. |                                        |
| 10.0.14332.1001                        | 22 april gemaakt, 26 april 2016 uitgerold       | - Cortana biedt nu ondersteuning voor integratie van een Office 365-account. - De cameraknop ingedrukt houden in het Actiecentrum start de camera-app op. - Prestatieverbeteringen in de instellingen. - Probleem opgelost waarbij sommige telefoons geen foto's konden maken. - Getypte tekst wordt nu niet meer onzichtbaar. - Hoofdletterproblemen opgelost bij gebruik van het Italiaanse toetsenbord. - De gebruiker zou nu de mogelijkheid hebben de naam van de telefoon te wijzigen. |                                        |
| 10.0.14342.1001                        | 10 mei gemaakt, 16 mei 2016 uitgerold           | - Swipenavigatie toegevoegd in Egde om terug te gaan naar de vorige pagina. - Installeren van nieuwe builds loopt niet meer vast met als foutcode 80070002. - Andere talen downloaden gaat goed en zou geen problemen meer moeten geven. - Services die gebruik maken van met DRM beveiligde inhoud zouden niet langer de foutcodes 0x8004C029 of 0x8004C503 moeten krijgen. - Niet-Engelstalige toetsenborden geven alle letters weer correct weer in de adresbalk van Edge. - Grotere tekengrootte en verbeterde afstand van de datamigratiepagina. - Nieuwe gepolijste pictogrammen worden weergegeven in de instellingen. - Verbeterde prestaties bij het ophalen van bijgewerkte gps-coördinaten tijdens het rijden. - Het vaarwelbericht blijft tot het laatste moment zichtbaar zodat het makkelijker wordt om te bepalen wanneer de telefoon uitstaat. - Het contextmenu in het Actiecentrum verschijnen niet meer verkeerd om na het openen vanuit een app die in landscape-modus was. - Cameraproblemen opgelost bij de Lumia 435, 532, 535 en 540 die ervoor zorgen dat video's niet goed opgenomen werden en instellingen niet goed werkten. - Groove heeft niet langer problemen met afspelen waarbij het volgende bericht verschijnt: "kan niet afspelen – een andere app regelt het geluid". |                                        |
| 10.0.14342.1003                        | 10 mei gemaakt, 18 mei 2016 uitgerold           | - Verbeteringen voor prestaties, betrouwbaarheid en stabiliteit. |                                        |
| 10.0.14342.1004                        | 10 mei gemaakt, 25 mei 2016 uitgerold           | - Telefoon werkt zuiniger en wordt minder warm door bugfixes. |                                        |
| 10.0.14356.1000                        | 26 mei gemaakt, 1 juni 2016 uitgerold           | - Cortana geeft meldingen en waarschuwingen weer en kan nu foto's verzenden tussen een pc en een telefoon. - Cortana heeft verbeterde betrouwbaarheid voor gesproken zoeken. - De Microsoft Health-app werkt zuiniger met minder batterijverbruik. - Batterij toont preciezer aan hoeveel batterij er nog over is tussen de 75 en 85%. - Bijgewerkte interface met visualisaties voor het herschikken van de snelle acties. - Het helderheidsniveau kan weer in de snelle acties worden geregeld. - Verbeteringen aan het vergrendelscherm zoals dat de klok niet up-to-date was. - De alarmen- en klok-app zouden beter de tijdzone kunnen aanpassen zodat het alarm niet op het verkeerde moment afgaat. - Toetsenbordstabiliteitsverbeteringen. - Emoji invoegen gaat beter. - Pc's kunnen nu gebruik maken van een hotspot van een telefoon zonder dat het resulteert in de melding: "Kan geen netwerk instellen". - Groove-crash opgelost bij het swipen naar het hamburgermenu. - Instellingen bevriezen niet meer wanneer een groot aantal apps worden verplaatst naar een SD-kaart. - Verbeterde pagina voor wifihotspots in de instellingen. - Herinneringen worden nu op het juiste moment weergegeven. - Problemen opgelost met de Navigatiebalk op het Vergrendelscherm. - Bluetooth kan worden uitgeschakeld op het Vergrendelscherm zonder eerst de pincode te moeten invoeren. - Meldingen van verschillende apps worden nu gedetailleerder weergegeven op het Vergrendelscherm. - Apps die waren ontwikkeld voor Windows Phone 8.1 werden niet goed in het beeld geschaald nadat de Navigatiebalk verborgen was.                          |                                        |
| 10.0.14361.0                           | 3 juni gemaakt, 8 juni 2016 uitgerold           | - Het scherm aanraken na de verteller te hebben opgestart zorgt er niet meer voor dat de telefoon bevriest. - Microsoft Edge toont niet langer een grijze balk in het contextmenu. - De "vinden op pagina" functie in Edge scrolt naar gezochte woorden. - Op de Windows Insider-pagina in de instellingen worden woorden niet langer afgekapt. - Het Actiecentrum sluit niet meer nadat een bericht wordt vergroot. - Het Actiecentrum bevriest niet meer bij een inkomend bericht terwijl de snelle acties worden geopend. - Bij het opladen wordt niet meer tweemaal het "nu opladen"-geluid afgespeeld. - Oneindig scrollen door alle apps en de openstaande applijst stopt niet meer. - Problemen met ontbrekende camerafuncties opgelost met de Lumia 535 en 540. - Ondersteuning voor woordvoorspelling bij meertalige toetsenborden. - Ondersteuning voor eenhandig toetsenbord voor telefoons met een 5"-scherm of groter. |                                        |
| 10.0.14364.0                           | 8 juni gemaakt, 14 juni 2016 uitgerold          | - Windows Store-verbeteringen die ervoor zorgen dat er minder schijfruimte wordt gebruikt, zo wordt ook de performance verbeterd. - Bugfixes in de Instellingen-app. - Problemen opgelost met pictogrammen van apps. - De Alarm- en Klok-app zegt niet meer dat er een alarm actief is als die al is uitgezet. - Cortana vraagt niet meer om het ontgrendelen van het apparaat om bluetoothinformatie af te lezen. - Edge bevriest niet meer bij het scrollen van een volledig weergegeven pagina. - Het verbreken van bluetooth zorgt er niet meer voor dat de telefoon over gaat op trillen. |                                        |
| 10.0.14367.0                           | 13 juni gemaakt, 16 juni 2016 uitgerold         | - Ondersteuning voor apps die gemaakt zijn met Visual Studio 2015 Update 2 of 3. - Bestaande herinneringen van Cortana worden beter weergegeven bij het opslaan van een nieuwe herinnering. - Probleem opgelost waarbij tekst verkleind wordt weergegeven op telefoons met een scherm met een hoge resolutie. - Batterijverbruik verminderd als Edge in de achtergrond draait. - De melding dat er nog 20% batterij over is werkt correct met de functie om de batterijbesparing aan te zetten. - Toetsenbordproblemen opgelost bij het typen in Outlook of Word. - Probleem opgelost voor telefoons met alleen 3G- of 3G/4G-functie, wat voorheen alsnog kon resulteren in een 2G-verbinding. - Problemen met Japanse input in het zoekveld voor alle apps opgelost. - Geüpdatete pictogram voor de Telefoon Update en Update en Beveiliging in de instellingen. - Verbeteringen aan de snelle acties in het Actiecentrum. - De stille-urenfunctie gaat niet meer zomaar uit als het is aangezet via de snelle acties. - Windows Hello-problemen opgelost waarbij het icoon niet meer weggaat na het ontgrendelen. - Een letter selecteren in de lijst met alle apps zorgt ervoor dat de letter boven in beeld komt in plaats van onder in beeld. |                                        |
| 10.0.14371.0                           | 17 juni gemaakt, 21 juni 2016 uitgerold         | - Verbeteringen voor prestaties, betrouwbaarheid en stabiliteit. |                                        |
| 10.0.14372.0                           | 20 juni gemaakt, 23 juni 2016 uitgerold         | - Verbeteringen voor prestaties, betrouwbaarheid en stabiliteit. |                                        |
| 10.0.14376.0                           | 24 juni gemaakt, 28 juni 2016 uitgerold         | - Bijgewerkte Windows Store (versie 11606.1001.25) bevat een verbeterde betrouwbaarheid en betere prestaties. - Geüpdatete Gadgets-app lost problemen om bij het gebruik van een Microsoft Display Dock. - Problemen met livetegels opgelost. - Instellingen voor het downloaden van offline kaarten verbeterd. - De camera-app openen vanuit andere apps zou niet meer moeten leiden tot een tijdelijke bevriezing van de camera-app. - De eenhandsmode verlaten in Edge terwijl een internetpagina aan het laden is zou niet meer moeten resulteren in niet werkende hyperlinks. - Probleem opgelost waarbij de link in Cortana om een gesproken taal te downloaden zou open de instellingen homepage in plaats van naar de instellingen > tijd en taal > taal te gaan. - Verbeterde weergave van selectievakjes bij het gebruik maken van hoog contrast. |                                        |
| 10.0.14379.0                           | 27 juni gemaakt, 30 juni 2016 uitgerold         | - Probleem opgelost dat kan leiden tot zichtbaarheid van een verdwaalde focusrechthoek in bepaalde apps, zoals Groove of Cortana, na het openen van het toetsenbord. - Probleem opgelost waar de hoogte-breedteverhouding van beelden op een livetegel niet klopten na het veranderen van de grootte van de tegel, waardoor ze uitgerekt werden weergegeven. |                                        |
| 10.0.14383.0                           | 1 juli gemaakt, 7 juli 2016 uitgerold           | - Inzoomen op sommige kaarten in Edge leidt nu niet meer naar andere locaties. - Dempenfunctie werkt beter met video's die gebruik maken van een OPUS-audiocodec. - Probleem opgelost wat resulteert in veel Windows Phone 8.1-games in slow motion afspelen op bepaalde apparaten, zoals de Lumia 535. - Problemen met het vergrendelscherm opgelost. - Probleem opgelost resulterend in lege tegels die de naam van de app niet in de tegel weergeven. - Probleem opgelost waar de "SIM 2"-titel ontbrak in berichten- en telefoontegels voor de tweede sim. - Minder vertraging voor gemiste gesprekken op de telefoonlivetegel. |                                        |
| 10.0.14385.0                           | 6 juli gemaakt, 9 juli 2016 uitgerold           | - Pdf-bestanden kunnen geopend worden in Edge. - Verbeterde batterijprestaties voor oudere apparaten, zoals de Lumia 830, 930 en 1520. - Een naam instellen op een simkaart op dual-simtelefoons zou niet meer moeten mislukken. |                                        |
| 10.0.14388.0                           | 9 juli gemaakt, 12 juli 2016 uitgerold          | - Windows Store bijgewerkt naar versie 11606.1001.39 met verschillende bugfixes. - Toetsenbordprobleem in de InPrivate-modus in Edge opgelost, wat ervoor zorgde dat het toetsenbord niet verscheen voor iets te typen. - Na het opnieuw opstarten van het apparaat zouden sommige apps bevriezen als ze verlopen waren. |                                        |
| 10.0.14390.0                           | 12 juli gemaakt, 15 juli 2016 uitgerold         | - Voicerecorder- en Portemonnee-updates gepland. - Back-ups in OneDrive in grootte gereduceerd. |                                        |
| 10.0.14393.0                           | 15 juli gemaakt, 18 juli 2016 uitgerold         | - Visuele voicemailsynchronisatie op dual-sim-telefoons zou niet meer moeten leiden tot een hoog batterijverbruik. - Voicerecorder problemen opgelost. - Verbeterde batterijprestaties voor oudere apparaten, zoals de Lumia 535, 640, 735, 830, 930 en Icon. |                                        |
| 10.0.14393.3                           | 22 juli 2016                                    | - Windowsupdates zouden niet meer worden vertraagd als het apparaat in stand-bymodus staat. - Problemen met het Koreaanse toetsenbord opgelost. - Probleem opgelost met licenties, wat resulteerde in Windows Store-apps die bevroren. - Verbeterde appsynchronisatie voor apps die gebruik maken van DDE-inter-procescommunicatie. |                                        |
| 10.0.14393.5                           | 25 juli 2016                                    | - Verbeterde batterijprestaties - Problemen met typen in Zoeken en de Windows Store. |                                        |
| 10.0.14393.67                          | 9 augustus 2016                                 | - Verbeteringen voor prestaties, betrouwbaarheid en stabiliteit. - Verbeterde batterijprestaties bij het gebruik maken van de "Hey Cortana"-functie in bluetooth. - Er kan een lokaal account worden aangemaakt met Koreaanse tekens. |                                        |
| 10.0.14393.82                          | 16 augustus 2016                                | - Probleem opgelost met het incorrect weergeven van 3G- of 4G-netwerken. |                                        |
| 10.0.14393.103                         | 25 augustus 2016                                | - Verbeterde betrouwbaarheid van de Windows-kernel. - Verbeterde prestaties voor de snelheid van de aankoop van Store-apps. - Verbeterde batterijprestaties voor de draagbare apparaten (zoals de Microsoft Band) terwijl bluetooth aangesloten en inactief is. - Verbeterde ondersteuning voor chips voor near field communication (NFC) voor Windows 10 Mobile. - Extra verbeteringen voor betere compatibiliteit met: een extern bureaublad, BitLocker, PowerShell, Direct3D, netwerkenbeleid, Dynamic Access Control (DAC), Microsoft Edge, aangesloten Standby, mobile device management (MDM), afdrukken, vingerafdrukaanmelding en Cortana. |                                        |
| 10.0.14393.105                         | 7 september 2016                                | - Verbeterde betrouwbaarheid van de Windows-kernel. - Verbeterde prestaties voor de snelheid van de aankoop van Store-apps. - Verbeterde batterijprestaties voor de draagbare apparaten (zoals de Microsoft Band) terwijl bluetooth aangesloten en inactief is. - Verbeterde ondersteuning voor chips voor near field communication (NFC) voor Windows 10 Mobile. - Extra verbeteringen voor betere compatibiliteit met: een extern bureaublad, BitLocker, PowerShell, Direct3D, netwerkenbeleid, Dynamic Access Control (DAC), Microsoft Edge, aangesloten Standby, mobile device management (MDM), afdrukken, vingerafdrukaanmelding en Cortana. |                                        |
| 10.0.14393.187                         | 14 september 2016                               | - Verbeterde betrouwbaarheid van de Windows-Shell, kaartenapp en Microsoft Edge. - Probleem opgelost dat resulteerde in het niet herkennen van Secure Digital (SD)-kaarten bij het meerdere keren plaatsen en verwijderen van de kaarten. - Blokkeert alarmmeldingen niet meer. - Verbeterde ondersteuning voor het gebruik van de camera-app in Windows 10 Mobile Enterprise. - Extra verbeteringen met 4K-resolutie, startmenutegels die ontbreken wanneer gebruikmakend van de batterij, Microsoft Edge, bluetoothcompatibiliteit, graphics, schermrotatie, appcompatibiliteit, wifi, Feedback Hub, Miracast, Windows Shell, zomertijd en USB. - Beveiligingsupdates voor Microsoft Edge, Microsoft Graphics Component, Windows kernel en Adobe Flash Player. |                                        |
| 10.0.14393.189                         | 15 september 2016                               | - Kleine bugfixes. |                                        |
| 10.0.14393.221                         | 26 september 2016                               | - Verbeterde ondersteuning voor netwerken door nieuwe vermeldingen toe te voegen aan de database Access Point Name (APN). - Probleem opgelost waarbij het wijzigen van de standaard downloadlocatie voor sommige gebruikers niet kon. - Geen onnodige meldingen meer over de vaststelling van een Microsoft-account. - Extra verbeteringen met multimedia, Windows-kernel, Windows-Shell, beveiliging, opslag, extern bureaublad, core-platform, Hyper-V-platform, Windows Update, near field communication (NFC), input, bluetooth, de API van de opslag van de Windows, appregistratie, Trusted Platform Module, Groepsbeleid, virtueel particulier netwerk (VPN), BitLocker, draadloze netwerken, datacenternetwerken, Cortana , PowerShell, Active Directory, Verbindingsbeheer en dataverbruik, Microsoft Edge, Windows Herstelomgeving, bestandclustering, Universal Windows Platform (UWP)-apps, appcompatibiliteit, licentieverlening, infrastructuur in de cloud, domeinnaamsysteem (DNS)-server, netwerkcontroller, USB-barcodelezer en Adobe Flash Player. |                                        |

## Ontwikkelingsproces
In tegenstelling tot Windows Phone 8.1 en eerdere versies van Windows Phone, werd Windows 10 Mobile, net als zijn grote tegenhanger Windows 10, anders ontwikkeld ten opzichte van de gebruikers. Zo gaf Microsoft eerder dan gewoonlijk toegang tot vroege testversies voor degene die ermee aan de slag willen. Ook werden testversies vaker voorzien van updates.

### Windows Insider
Windows Insider is een programma opgezet voor personen die willen deelnemen aan het testen van vroege Windows-builds. Windows Insider geeft toegang tot de builds, staat gebruikers toe te updaten naar nieuwe builds en geeft toegang tot de Microsoft Feedback-app in Windows 10. Op 12 februari 2015 werd het programma uitgebreid naar smartphones, waar dezelfde principes gelden, met dezelfde ringen.

## Rings
Rings zijn de ontwikkelingsstadia van het maken en testen van de builds van Windows 10. Er zijn sinds 21 oktober 2014 8 Rings, waarvan er 5 via het Insider Programma kunnen worden bereikt. De Rings geven aan wie wanneer toegang krijgt tot een nieuwe testbuild en in welk stadium deze build zich bevindt. De eerste Ring krijgt dagelijks nieuwe versies, terwijl de laatste Ring tot meerdere weken per build heeft. Windows Insiders zijn vrij te kiezen tussen de verschillende Rings, behalve bij Xbox, waar via een levelsysteem wordt gespeeld. De laatste Ring is vrij en door middel van feedback kunnen de eerdere Rings worden vrijgespeeld.

### Overzicht
| Ring                         | Beschikbaarheid | Betekenis |
| ---------------------------- | --------------- | --- |
| Canary                       | Microsoft       | Canary wordt dagelijks voorzien van updates en zijn alleen toegankelijk voor selecte Windows-ontwikkelaars in de Operating Systems Group (OSG). |
| Selfhost                     | Microsoft       | Zodra de Canary Ring een build goed acht, wordt deze verspreid over Selfhost. |
| Fast Ring Skip Ahead         | Insiders        | Windows Insiders in de Fast Ring Skip Ahead krijgen builds zodra ze door Selfhost zijn goedgekeurd, deze worden direct geïnstalleerd. Zodra builds voor de volgende update van Windows 10 worden gecompileerd wordt Skip Ahead hierop overgeschakeld.                                                                                |
| Fast Ring Active             | Insiders        | Windows Insiders in de Fast Ring Active krijgen builds zodra ze door Selfhost zijn goedgekeurd, deze worden direct geïnstalleerd. De builds zijn instabiel en er wordt overgeschakeld naar de volgende update van Windows 10 wanneer de RTM-build van de huidige Windows 10-versie is verschenen.                                    |
| Microsoft Ring               | Microsoft       | De laatste niet-publieke fase is toegang voor Microsoft zelf, en wordt verspreid als er niet te veel problemen in de Fast Ring Skip Ahead en Active worden gevonden en die de build dus goed achten. |
| Slow Ring                    | Insiders        | Als er geen problemen optreden in de vorige Ring, zal de build enkele dagen later ook naar de Slow Ring worden doorgestuurd. De builds zijn redelijk stabiel en er wordt overgeschakeld naar een toekomstige Windows 10-versie wanneer de RTM-build van de huidige Windows 10-versie ongeveer 2 tot 3 maanden geleden is verschenen. |
| Preview Ring                 | Insiders        | Een Ring alleen beschikbaar voor Xbox. |
| Release Preview              | Insiders        | Deze ring heeft dezelfde builds als de Semi-Annual Channel Targeted, maar krijgt updates, appupdates en driverupdates eerder. De builds zijn stabiel en gebruikers krijgen de nieuwe Windows 10-versie ongeveer 1 week voor de release van niet-insiders.                                                                            |
| Semi-Annual Channel Targeted | Publiek         | De Semi-Annual Channel Targeted bevat altijd de meest recente stabiele versie van Windows 10. Dit is de enige branch beschikbaar voor Windows 10 Home voor niet-insiders. |
| Semi-Annual Channel Broad    | Bedrijven       | Deze branch krijgt alle bugfixupdates, maar nieuwe functies kunnen worden uitgesteld tot 4 maanden na release in de Semi-Annual Channel Targeted. |
| Long-Term Servicing Channel  | Bedrijven       | Deze branch wordt enkel voorzien van kritieke beveiligingsupdates en wordt pas eens in de drie jaar voorzien van nieuwe features. |

Builds worden vrijgegeven in de Fast Ring zodra er geen grote problemen zijn gevonden bij de ontwikkeling. Als de build via updates stabiel genoeg kan worden zal deze ook worden uitgerold naar de Slow Ring, als er te veel problemen worden aangetroffen blijft de Slow Ring op de voorgaande build. Voor Windows 10 Mobile-builds zijn er strengere eisen omdat deze versie niet kan worden voorzien van tussentijdse updates zoals de desktopversie.